# Glaciar Ngozumpa

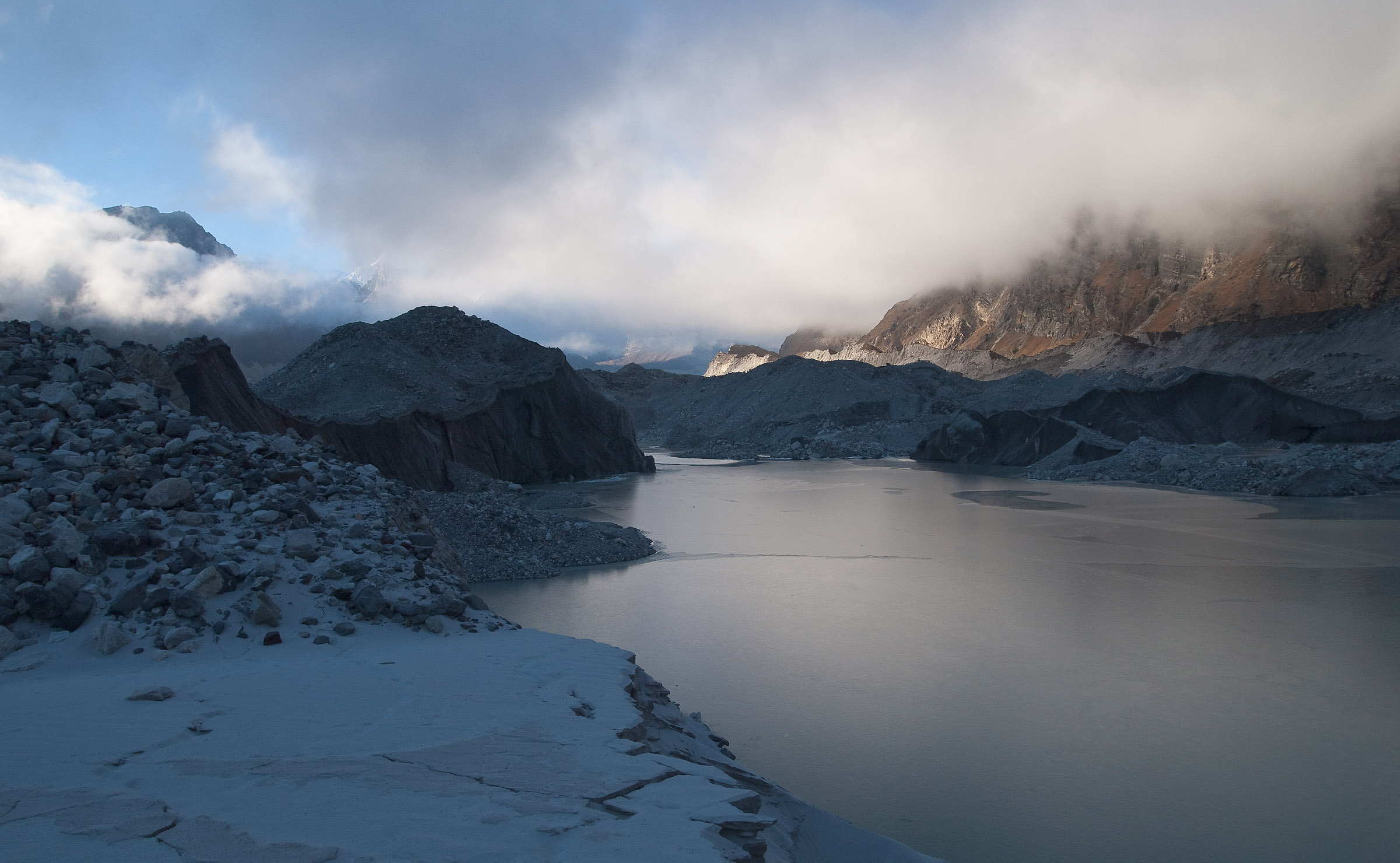
O Glaciar Ngozumpa e o lago

O Glaciar Ngozumpa é a maior geleira do Himalaia, com 36 quilômetros (22 milhas) de comprimento,  está localizado logo abaixo da sexta maior montanha do mundo Cho Oyu no Nepal.

## Lago
Os Himalaia nepaleses estão aquecendo significativamente nas últimas décadas. O Glaciar Ngozumpa dá sinais de encolhimento e afinamento, produzindo água na fusão. Algumas destas piscinas de água estão na superfície onde um enorme lago está se formando. Este lago cerca de 6 km de comprimento, 1 km de largura e 100 metros de profundidade. No futuro, esta pode ser uma ameaça para as aldeias Sherpa no vale abaixo.

Glaciar Ngozumpa
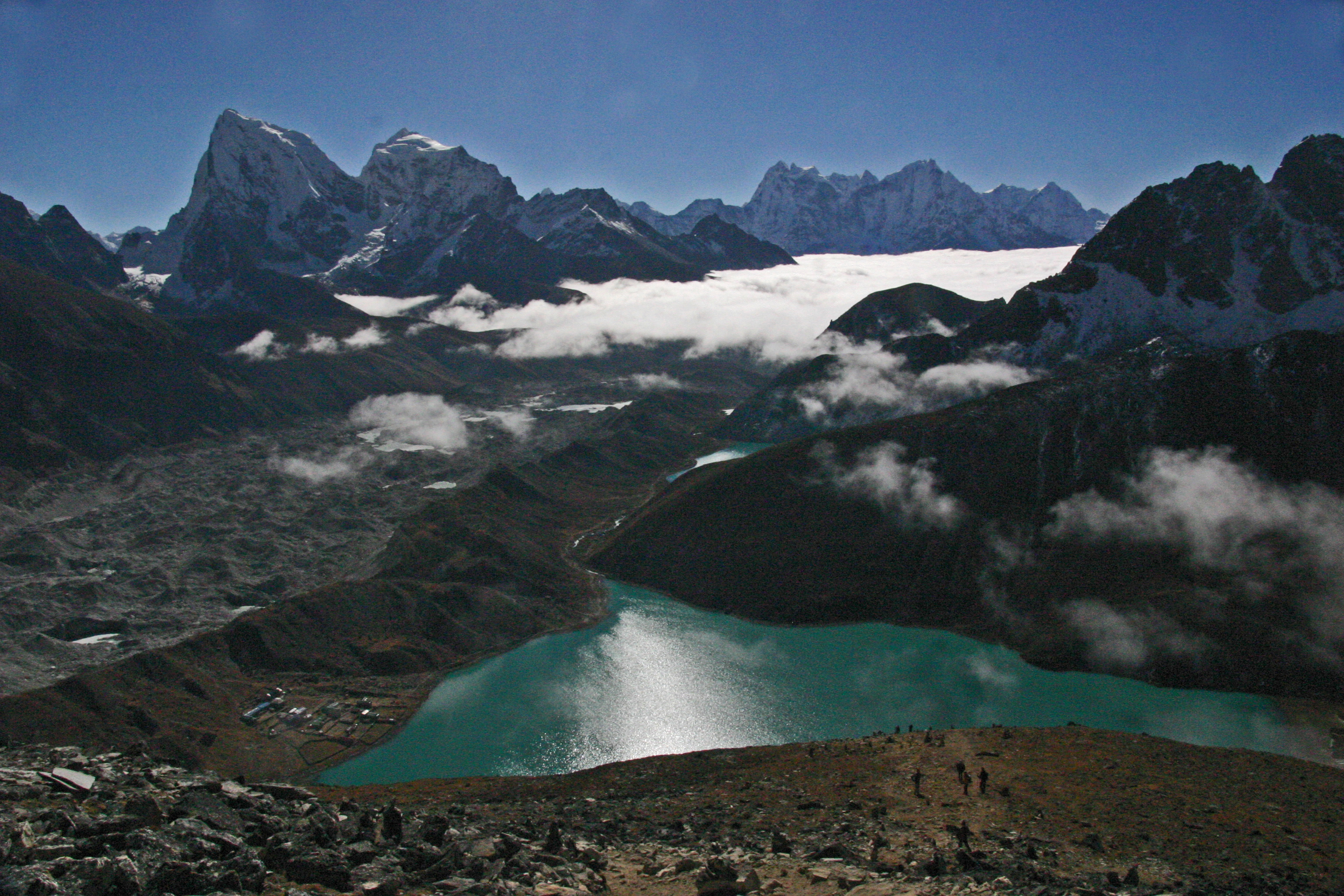
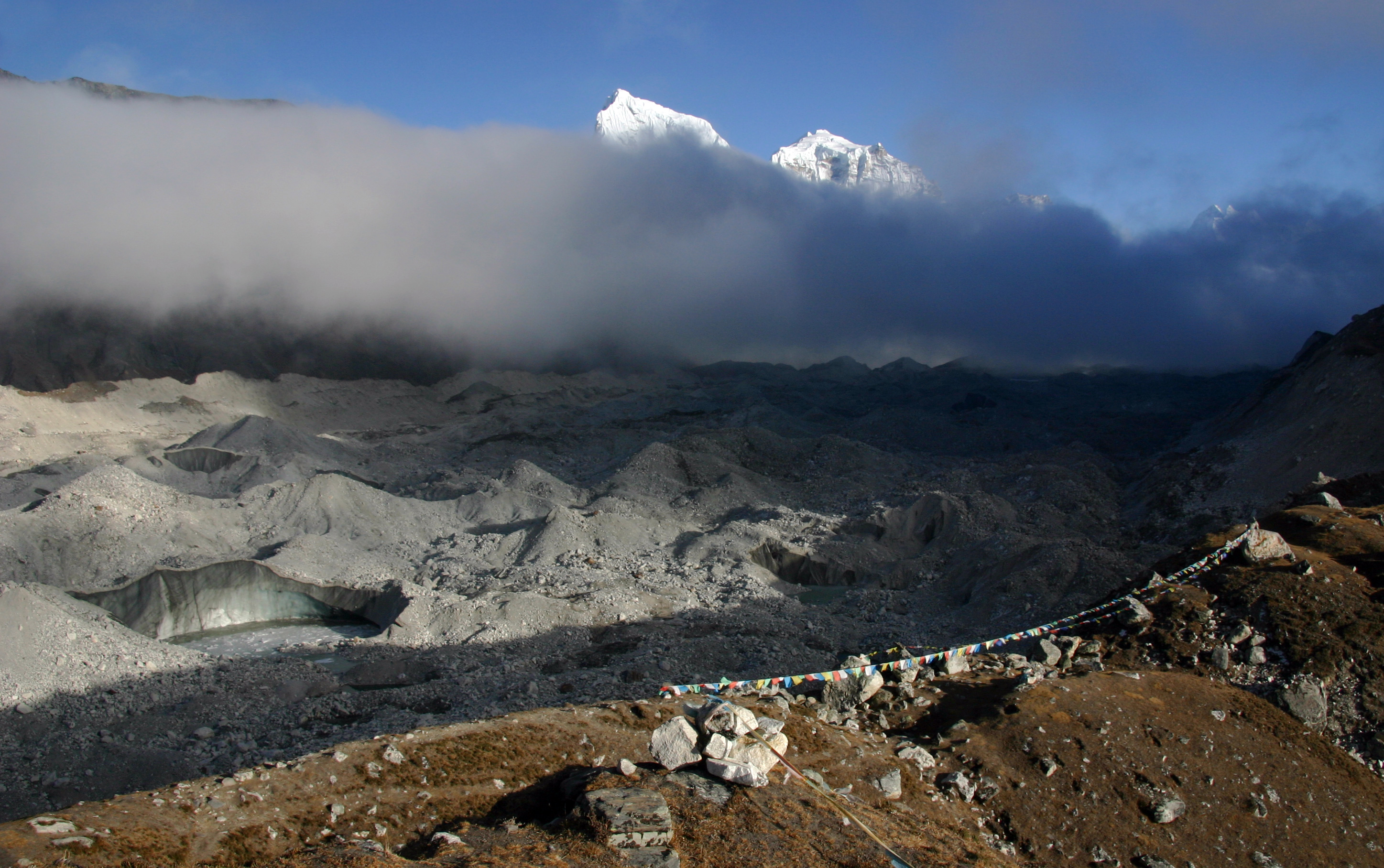
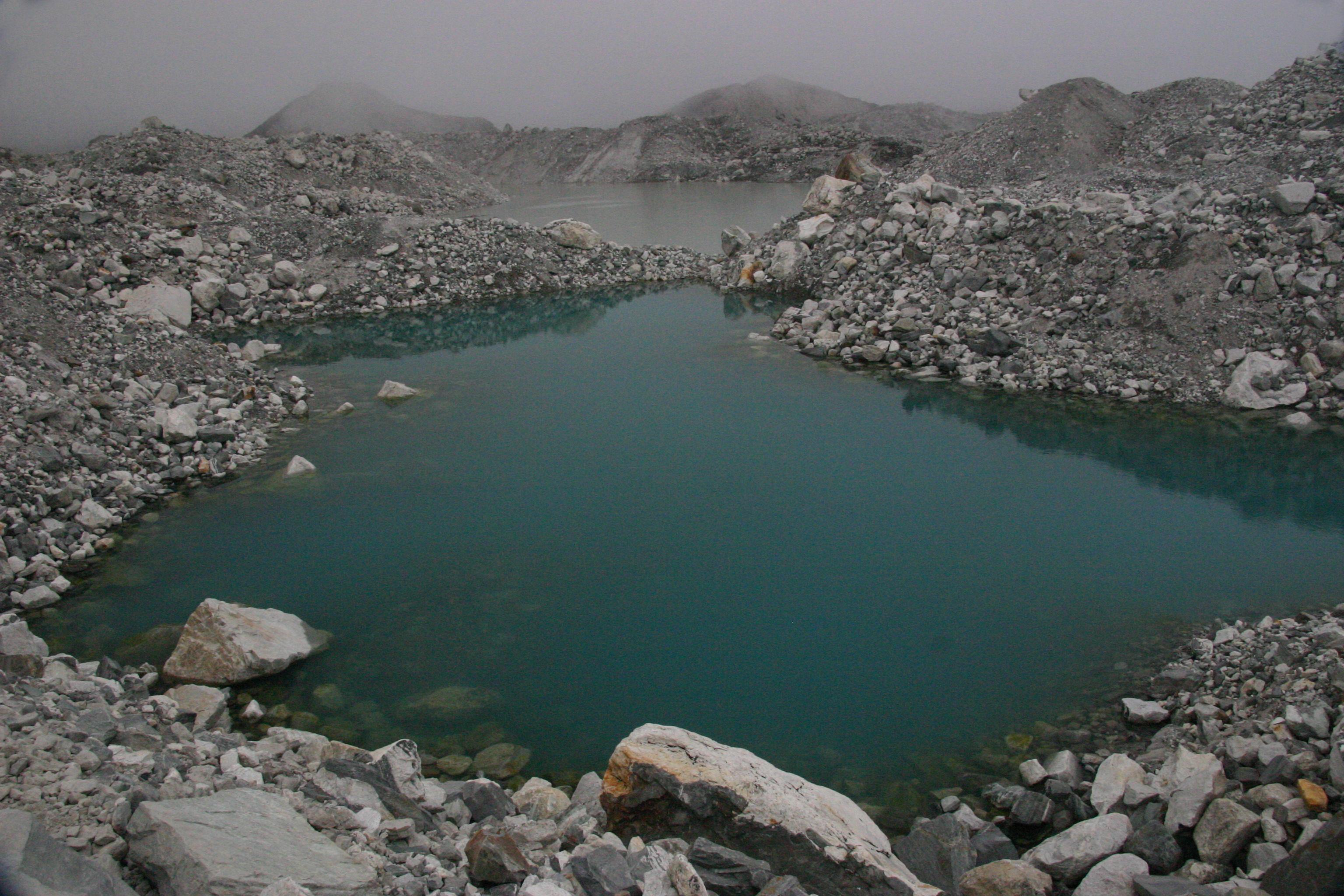
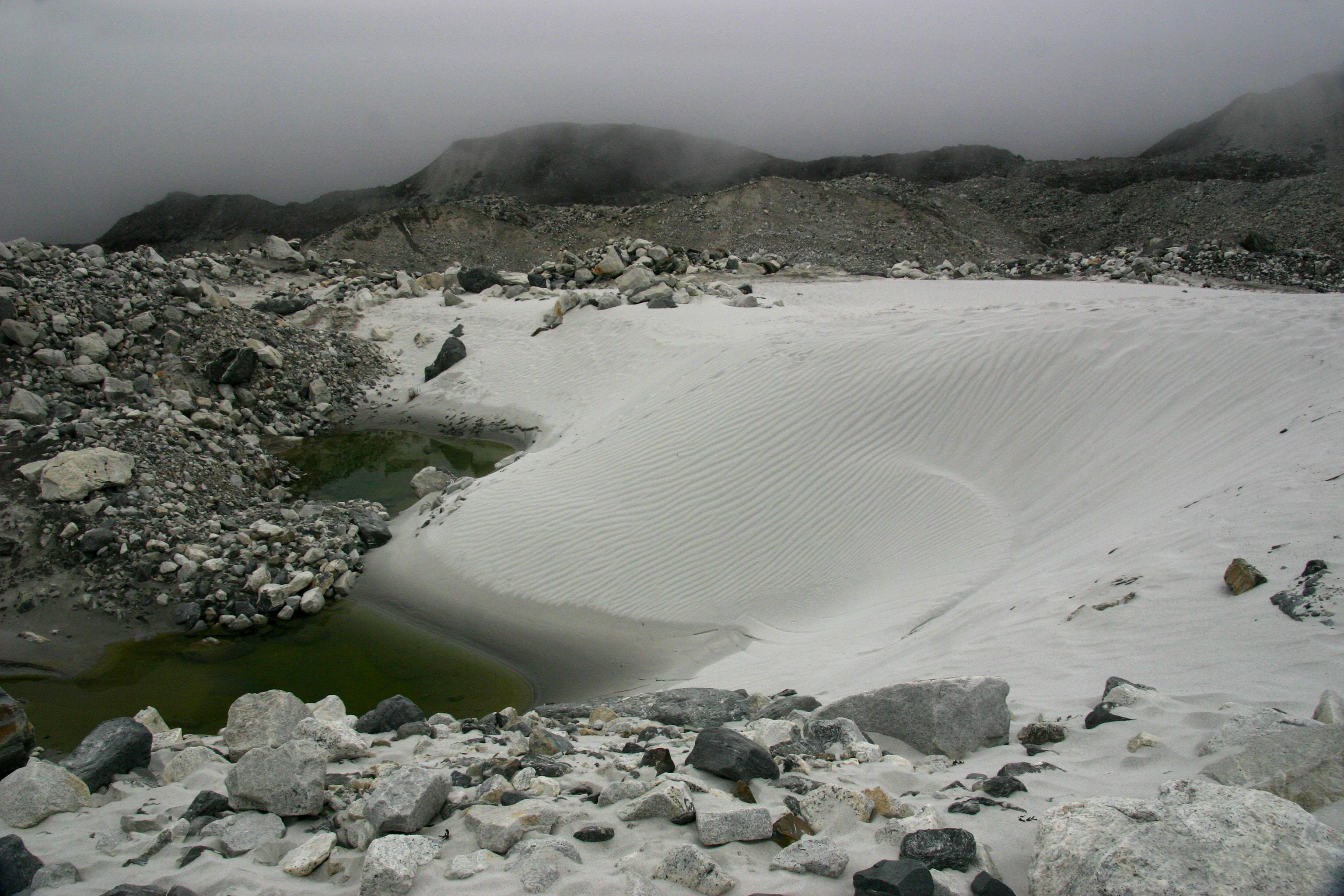
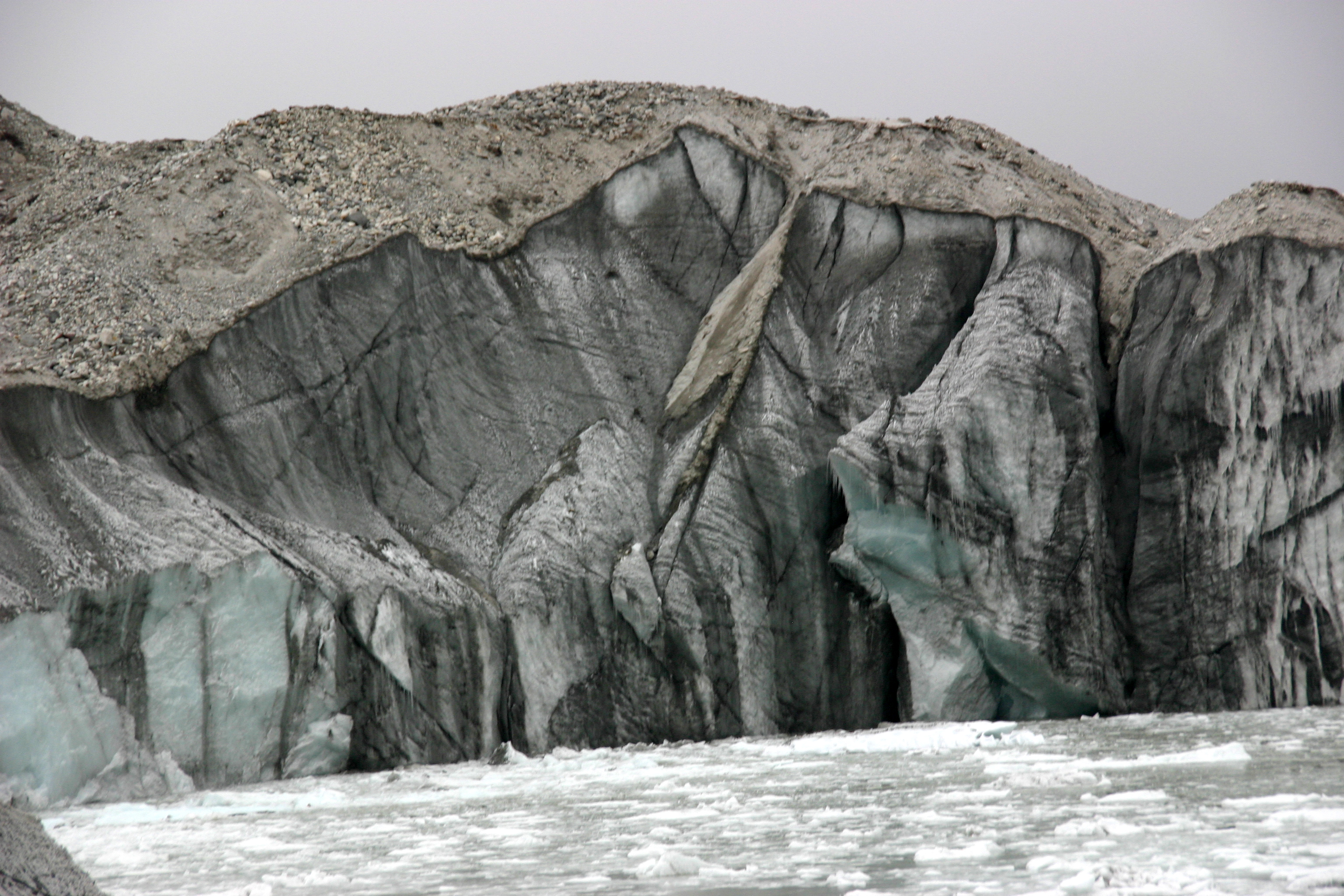
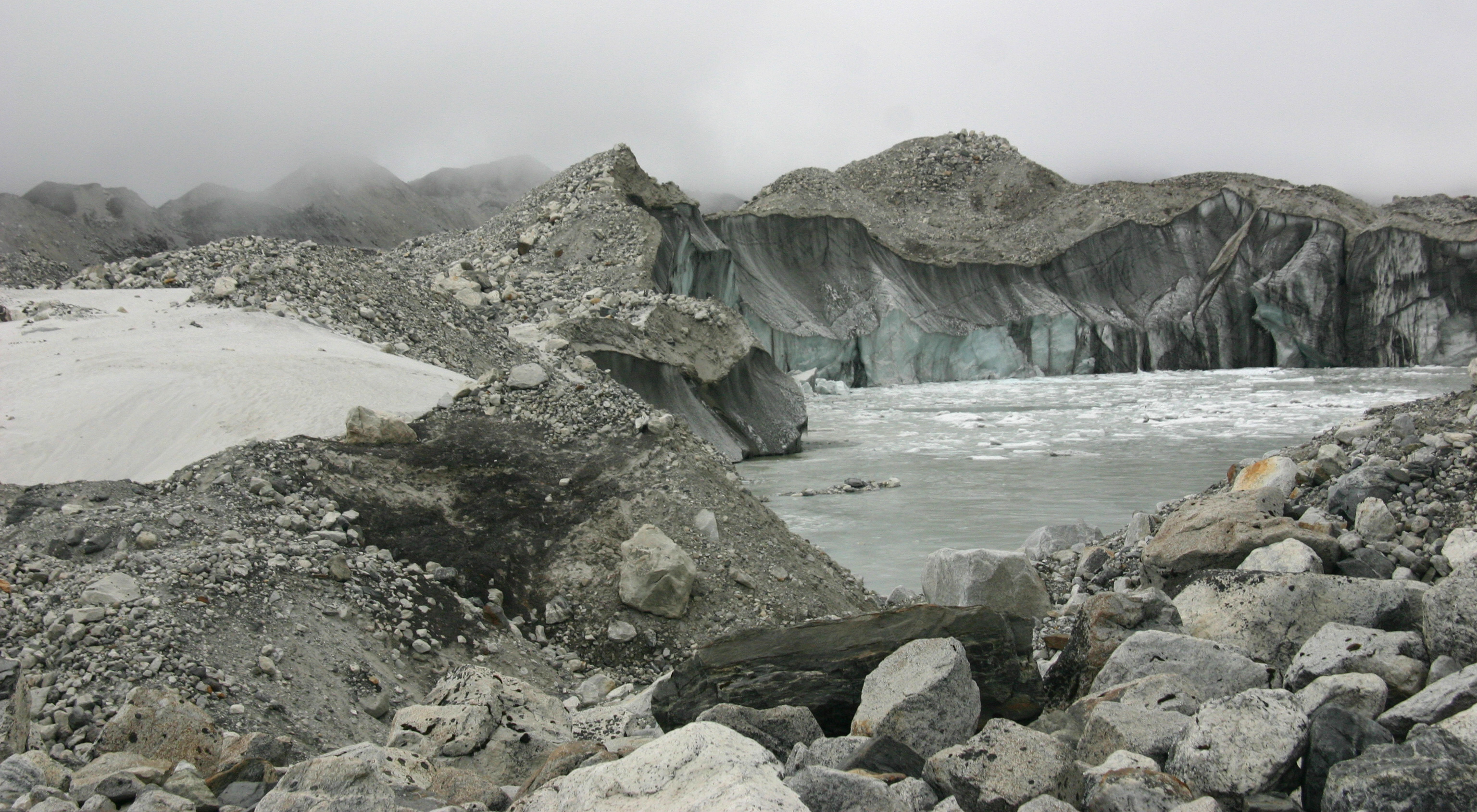